# Ondřej Petrák
Ondřej Petrák (Praga, 11 de marzo de 1992) es un futbolista checo. Juega de centrocampista y su equipo es el S. K. Zápy de la Liga de Fútbol de Bohemia.

## Trayectoria
El 24 de julio de 2020 el Š. K. Slovan Bratislava anunció su fichaje hasta 2023. Llegaba para cubrir la baja de Marin Ljubičić y la de Filip Lichý, quien sufrió una lesión grave meses antes.

## Clubes
| Club                    | País            | Año       |
| ----------------------- | --------------- | --------- |
| Slavia Praga            | República Checa | 2010-2013 |
| 1. F. C. Núremberg      | Alemania        | 2014-2020 |
| Dinamo Dresde (cedido)  | Alemania        | 2020      |
| Š. K. Slovan Bratislava | Eslovaquia      | 2020-2022 |
| Bohemians 1905          | República Checa | 2022-2025 |
| S. K. Zápy              | República Checa | 2025-     |

## Palmarés

### Títulos nacionales
| Título                  | Club                    | País       | Año  |
| ----------------------- | ----------------------- | ---------- | ---- |
| Superliga de Eslovaquia | Š. K. Slovan Bratislava | Eslovaquia | 2021 |
| Copa de Eslovaquia      | Š. K. Slovan Bratislava | Eslovaquia | 2021 |